# Herb Skarszew
Herb Skarszew – jeden z symboli miasta Skarszewy i gminy Skarszewy w postaci herbu.

## Wygląd i symbolika
Herb przedstawia obciętą głowę św. Jana w złotej aureoli, na niebieskim tle tarczy herbowej.

## Historia
Średniowieczny pierwowzór godła przedstawia „głowę św. Jana w aureoli, opartą na płaskiej misie, o długich, ułożonych w sześć pukli włosach, z podobnie sześciolokową brodą”.